# 캐슬 작전

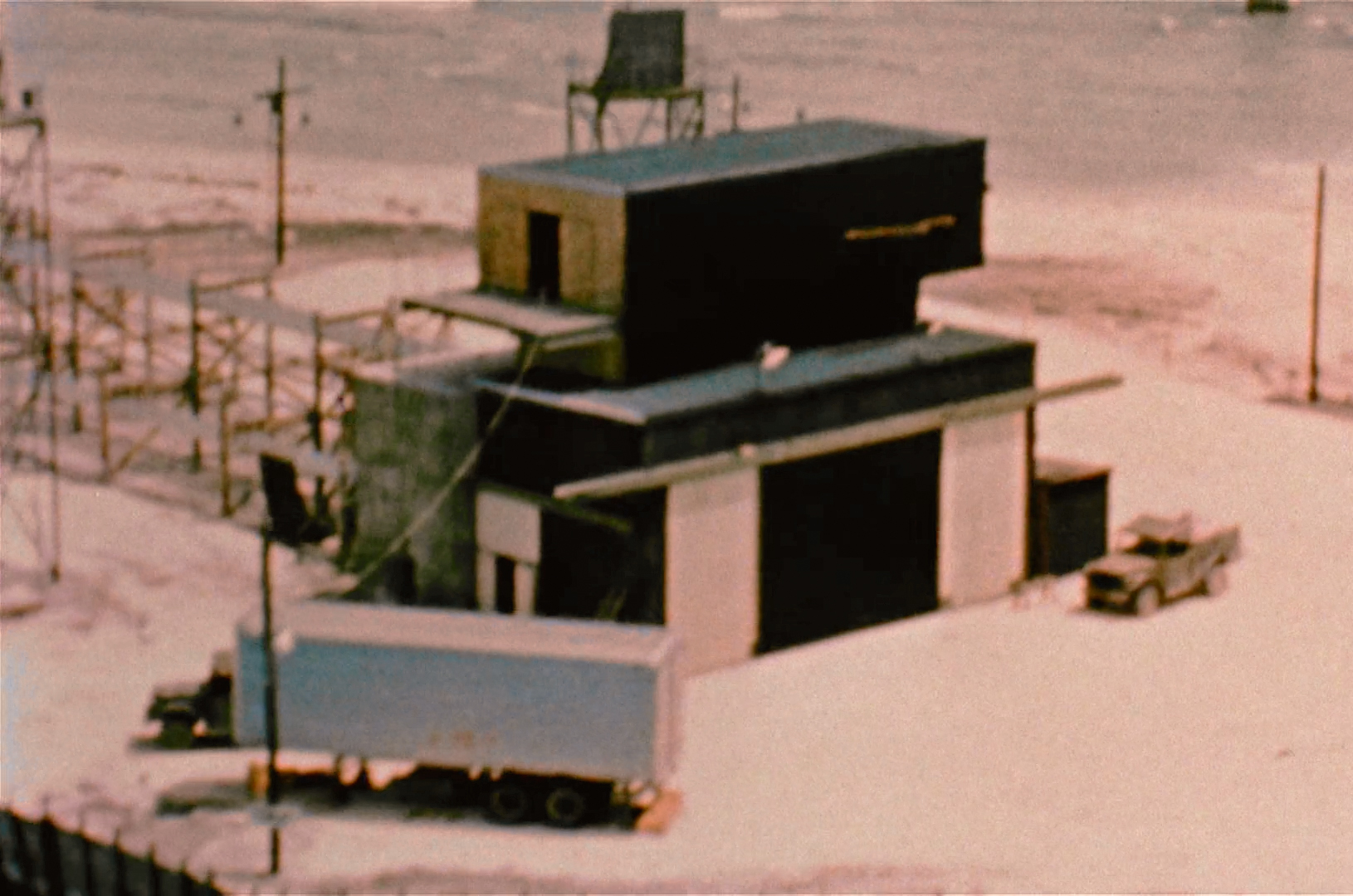
브라보 쉬림프 장치 시험실

캐슬 작전(영어: Operation Castle)은 1954년 3월부터 비키니 환초에서 미국 합동 태스크 포스 7(JTF-7)이 수행한 미국의 고출력 (고에너지) 핵실험 시리즈였다. 이 작전은 업샷-노트홀 작전 다음에, 티팟 작전 이전에 수행되었다.
미국 원자력위원회(AEC)와 미국 국방부(DoD)의 합작으로 수행된 이 작전의 궁극적인 목표는 항공기 탑재용 수소폭탄 설계를 시험하는 것이었다. 무게가 6,520 to 39,600 파운드 (2,960 to 17,960 kg)에 달하는 모든 시험 장치는 항공기에서 투하되도록 제작되었다. 그러나 탄도 케이싱, 핀 및 신관 시스템이 부착되어야 했다.
캐슬 작전은 수소폭탄용 "건식" 연료 설계의 실현 가능성을 입증했기 때문에 정부 관리들에게 성공적인 것으로 간주되었다. 일부 실험에서는 기술적인 어려움이 있었는데, 한 장치는 예상보다 훨씬 낮은 위력을 보였고("불발탄"), 다른 두 폭탄은 예상 위력의 두 배 이상으로 폭발했다. 특히 캐슬 브라보 실험은 광범위한 방사능 오염을 초래했다. 낙진은 인근 섬과 그곳에 주둔한 미군 병사들, 그리고 인근 일본 어선인 제5후쿠류마루에 영향을 미쳤으며, 이로 인해 한 명의 직접적인 사망자가 발생했고 노출된 많은 사람들에게 건강 문제가 계속되었다. 이 실험에 대한 대중의 반응과 핵 낙진의 장거리 영향에 대한 인식은 1963년 부분적 핵실험 금지 조약의 동기 부여의 일부로 여겨진다.

## 배경
비키니 환초는 이전에 1946년에 크로스로드 작전의 일부로 핵실험 장소로 사용되었으며, 세계에서 네 번째와 다섯 번째 원자폭탄이 비키니 라군에서 폭발했다. 그 이후 미국의 핵무기 실험은 일반적으로 더 큰 섬과 더 깊은 바다를 활용하기 위해 에네웨타크 환초로 옮겨졌다. 두 환초 모두 미국의 태평양 실험장의 일부였다.
캐슬 핵무기의 극도로 높은 위력은 AEC 내에서 에네웨타크에 이미 구축된 제한된 기반 시설에 잠재적인 피해가 발생하여 다른 작전을 지연시킬 수 있다는 우려를 불러일으켰다. 또한 캐슬 핵무기의 폭발구는 1952년 에네웨타크에서 실험되어 엘루겔라브섬의 파괴된 실험 지점의 위치를 표시하는 약 1 마일 (1.6 km) 직경의 폭발구를 남긴 10.4 메가톤의 장치인 아이비 마이크와 비슷할 것으로 예상되었다.
아이비 마이크 실험은 세계 최초의 "수소폭탄"으로, 완전한 규모의 열핵 또는 핵융합 폭발을 일으켰다. 아이비 마이크 장치는 수소의 동위 원소인 액체 중수소를 사용하여 "습식" 폭탄이었다. 극저온에서 액체 중수소를 저장하는 데 필요한 복잡한 듀어 플라스크 메커니즘으로 인해 장치는 3층 높이에 총 중량이 82톤에 달하여 사용 가능한 무기로는 너무 무겁고 부피가 컸다. 아이비 마이크의 성공이 텔러-울람 설계 폭탄 개념의 증거가 됨에 따라, 미국이 수소폭탄의 대량 생산 및 배치를 시작할 수 있도록 실용적인 핵융합 무기를 만들기 위해 "건식" 연료 사용에 대한 연구가 시작되었다. 최종 결과는 텔러-울람 설계에 핵융합 연료로 수소화 리튬을 통합하여 크기와 무게를 크게 줄이고 전체 설계를 단순화했다. 캐슬 작전은 4가지 건식 연료 설계, 2가지 습식 폭탄, 그리고 1가지 소형 장치를 시험하기 위해 계획되었다. 캐슬 작전에 대한 승인은 1954년 1월 21일 AEC의 총괄 책임자인 케네스 D. 니콜스 소장에 의해 JTF-7에 발급되었다.

## 실험
캐슬 작전은 7개의 실험으로 구성되었으며, 그 중 하나를 제외하고는 모두 비키니 환초에서 진행될 예정이었다. 다음은 원래의 실험 일정이다(1954년 2월 기준).
| 실험   | 장치               | 원형                | 연료                                              | 날짜     | 예상 위력     | 제조사                                     | 실험 장소                       |
| ------ | ------------------ | ------------------- | ------------------------------------------------- | -------- | ------------- | ------------------------------------------ | ------------------------------- |
| 브라보 | 쉬림프             | TX-21               | 40% 리튬-6 중수소 (건식)                          | 3월 1일  | 6.0 Mt        | 로스앨러모스 과학 연구소                   | 비키니 남섬 해안 산호초         |
| 유니언 | 알람 클락          | EC-14               | 95% 리튬-6 중수소 (건식)                          | 3월 11일 | 3.0 to 4.0 Mt | 로스앨러모스 과학 연구소                   | 비키니 이로이섬 해안 바지선     |
| 양키   | 저그헤드 / 런트-II | TX/EC-16 / TX/EC-24 | 극저온 중수소-2 (습식) / 40% 리튬-6 중수소 (건식) | 3월 22일 | 8.0 Mt        | 로스앨러모스 과학 연구소                   | 비키니 이로이섬 해안 바지선     |
| 에코   | 램로드             | TX-22               | 극저온 중수소-2 (습식)                            | 3월 29일 | 65–275 kt     | 캘리포니아 대학교 방사선 연구소 (리버모어) | 에네웨타크 에비리루섬           |
| 넥타르 | 좀비               | TX-15               | 건식                                              | 4월 5일  | 1.8 Mt        | 로스앨러모스 과학 연구소                   | 에네웨타크 마이크 폭발구 바지선 |
| 로미오 | 런트               | TX/EC-17A           | 7.5% 리튬-6 중수소화물 (자연)                     | 4월 15일 | 4.0 Mt        | 로스앨러모스 과학 연구소                   | 비키니 이로이섬 해안 바지선     |
| 쿤     | 모르겐슈테른       | TX-22               | 7.6% 리튬-6 중수소화물 (자연)                     | 4월 22일 | 1.0 Mt        | 캘리포니아 대학교 방사선 연구소 (리버모어) | 비키니 에네만                   |

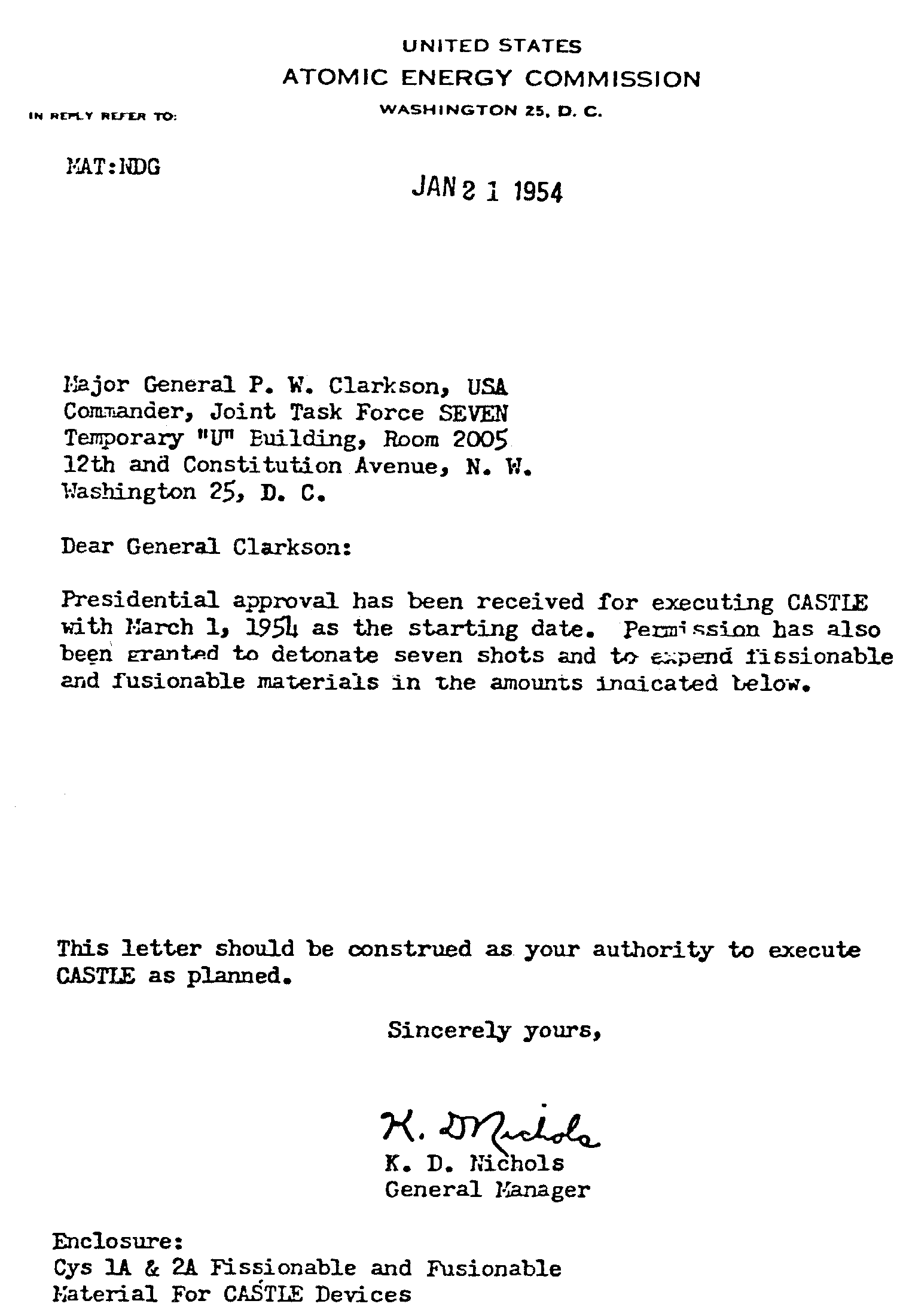
캐슬 작전 AEC 승인

에코 실험은 위에서 언급된 건식 연료 브라보의 성공으로 액체 연료 설계가 구식이 됨에 따라 취소되었다. 양키도 마찬가지로 구식으로 간주되었고, 저그헤드 장치는 로스앨러모스에서 급히 완성되어 비키니로 운송된 "런트 II" 장치(유니언 장치와 유사)로 교체되었다. 이 개정으로 두 습식 연료 장치 모두 실험 일정에서 제외되었다.
캐슬 작전은 리튬 중수소(LiD)를 열핵 핵융합 연료로 시험하기 위한 것이었다. 상온에서 고체인 LiD는 작동한다면 아이비 마이크 장치의 극저온 액체 중수소 연료보다 훨씬 더 실용적일 것이다. 아이비 마이크의 이른바 "소시지" 장치와 동일한 텔러-울람 원리가 사용되겠지만, 핵융합 반응은 달랐다. 아이비 마이크는 중수소와 중수소를 핵융합시켰지만, LiD 장치는 중수소와 삼중수소를 핵융합시킬 것이다. 삼중수소는 폭발 시 고속 중성자로 리튬을 조사하여 생성되었다.
브라보, 양키(II), 유니언은 리튬-6 동위 원소로 농축된 리튬을 사용했지만(브라보와 양키는 40% 리튬-6으로 농축된 리튬을 사용했으며, 유니언에 사용된 리튬은 95% 리튬-6으로 농축되었다), 로미오와 쿤은 천연 리튬(92% 리튬-7, 7.5% 리튬-6)을 연료로 사용했다. 천연 리튬의 사용은 냉전 핵 군비 경쟁 동안 미국이 핵 비축량을 빠르게 확장하는 능력에 중요했는데, 당시 소위 "합금 개발 공장"은 초기 단계에 있었기 때문이다. 첫 번째 공장은 1953년 말에 생산을 시작했다.
만약의 사태에 대비하여 액체 중수소 무기 개발은 병행하여 계속되었다. 극저온 장치의 운송, 취급 및 저장과 관련된 물류 문제로 인해 훨씬 덜 실용적이었음에도 불구하고, 냉전 군비 경쟁은 실행 가능한 핵융합 무기에 대한 수요를 촉진했다. "램로드"와 "저그헤드" 장치는 이른바 "소시지" 전신보다 크기와 무게가 크게 줄어든 액체 연료 설계였다. "저그헤드" 장치는 결국 무기화되어 "건식" 연료 수소폭탄이 보편화될 때까지 미국 공군에 제한적으로 배치되었다.
넥타르는 캐슬 시리즈의 나머지 핵융합 무기와 같은 의미의 핵융합 무기는 아니었다. 핵분열 증폭을 위해 리튬 연료를 사용했지만, 2단계의 주요 반응 물질은 우라늄과 플루토늄이었다. 텔러-울람 구성과 유사하게, 핵분열 폭발이 고온과 고압을 생성하여 2차 핵분열성 물질을 압축하는 데 사용되었다. 이는 재래식 폭발물로 트리거될 경우 효율적인 반응을 유지하기에는 너무 클 것이다. 이 실험은 (4-8Mt에 비해 1-2Mt 정도의) 중간 위력 무기를 개발하여 재고를 늘리기 위한 것이었다.
많은 핵융합 또는 열핵 무기는 대부분 또는 심지어 전체 위력을 핵분열에서 생성한다. 우라늄의 우라늄-238 동위 원소는 연쇄 반응을 유지하지 못하지만, 핵융합 폭발의 강렬한 고속 중성자 플럭스에 노출되면 여전히 핵분열한다. 우라늄-238은 풍부하고 임계 질량이 없기 때문에, 핵융합 폭탄 주변에 탬퍼로 (이론상) 거의 무제한의 양을 추가할 수 있으며, 핵융합 반응을 억제하고 자체 핵분열 에너지를 기여한다. 예를 들어, 우라늄-238 탬퍼의 고속 핵분열은 10.4Mt 아이비 마이크 폭발 위력의 77%(8.0메가톤)를 기여했다.

## 실험 실행
캐슬 작전에서 가장 주목할 만한 사건은 캐슬 브라보 실험이었다. 브라보의 건식 연료는 40% 리튬-6과 60% 리튬-7이었다. 리튬-6만이 중수소-삼중수소 핵융합 반응을 위한 삼중수소를 생성할 것으로 예상되었고, 리튬-7은 비활성일 것으로 예상되었다. 그러나 로스앨러모스 이론 설계 부서장인 J. 카슨 마크는 브라보가 "대폭발"할 수 있다고 추측했으며, 이 장치가 원래 계산된 것보다 20% 더 많은 폭발 위력을 생성할 수 있다고 추정했다. 예상치 못한 더 큰 위력 때문에 장치 내 리튬-7 또한 삼중수소를 생성하는 증식 과정을 거친다는 것이 밝혀졌다. 실제로 브라보는 예상치를 150% 초과하여 15Mt의 위력을 보였는데, 이는 히로시마시에 사용된 리틀 보이 무기보다 약 1,000배 강력한 것이다. 캐슬 브라보는 오늘날까지 미국이 수행한 가장 큰 폭발이자 세계에서 다섯 번째로 큰 수소폭탄 폭발로 남아있다.
캐슬 브라보가 예상 위력을 크게 초과했기 때문에 JTF-7은 준비 부족 상태에 놓였다. 비키니 환초의 영구적인 기반 시설 대부분이 심하게 손상되었다. 강렬한 열 섬광은 에누섬(비키니 환초의 기지 섬)에서 20 해리 (37 km) 떨어진 곳에서 화재를 일으켰다. 이어진 낙진은 환초 전체를 오염시켰으며, 너무 심하여 JTF-7이 실험 후 24시간 동안 접근할 수 없었으며, 그 후에도 노출 시간은 제한되었다. 낙진이 동쪽으로 바람을 타고 퍼져나가면서, 소각된 수중 산호층의 방사능 칼슘 재로 인해 더 많은 환초가 오염되었다. 실험 직후 환초 주민들이 대피했지만, 우티리크 환초, 롱겔라프 환초, 아일링기나에 환초에 거주하던 239명의 마셜 제도인이 상당한 수준의 방사선에 노출되었다. 롱게리크 환초에 주둔하던 28명의 미국인도 노출되었다. 폭발 직후 프로젝트 4.1로 오염된 개인에 대한 후속 연구가 시작되었고, 대부분의 마셜 제도인의 단기 방사선 노출 효과는 경미하거나 상관 관계를 파악하기 어려웠지만, 장기적인 효과는 뚜렷했다. 또한, 제5후쿠류마루에 탑승한 일본 어부 23명도 높은 수준의 방사선에 노출되었다. 이들은 방사능 피폭 증상을 겪었고, 한 승무원은 1954년 9월에 사망했다.
브라보의 심각한 오염과 광범위한 피해로 인해 나머지 시리즈가 지연되었다. 수정된 실험 일정은 1954년 4월 14일에 공식적으로 발표되었다. 이 수정본이 발표될 때까지 캐슬 로미오와 쿤 실험은 완료되었다.
| 실험   | 원래 날짜 | 수정 날짜 | 원래 위력 | 수정 위력     |
| ------ | --------- | --------- | --------- | ------------- |
| 유니언 | 3월 11일  | 4월 22일  | 3-4 Mt    | 5-10 Mt       |
| 양키   | 3월 22일  | 4월 27일  | 8.0 Mt    | 9.5 Mt        |
| 넥타르 | 4월 5일   | 4월 20일  | 1.8 Mt    | 1.0 to 3.0 Mt |
| 로미오 | 4월 15일  | 3월 27일  | 4.0 Mt    | 8.0 Mt        |
| 쿤     | 4월 22일  | 4월 7일   | 1.0 Mt    | 1.5 Mt        |

캐슬-유니언, 6.9 메가톤.
캐슬-양키, 13.6 메가톤
캐슬-로미오, 11 메가톤.

캐슬 작전이 진행됨에 따라, 증가된 위력과 낙진으로 인해 실험 장소가 재평가되었다. 대부분의 실험은 이로이섬의 모래톱 근처 바지선에서 계획되었지만, 일부는 브라보와 유니언의 분화구로 옮겨졌다. 또한, 캐슬 넥타르는 비키니 환초에서 에네웨타크의 아이비 마이크 분화구로 신속하게 옮겨졌는데, 비키니는 이전 실험으로 인해 여전히 심하게 오염되어 있었기 때문이다.
캐슬 작전의 마지막 실험은 1954년 5월 14일에 진행되었다.

## 결과

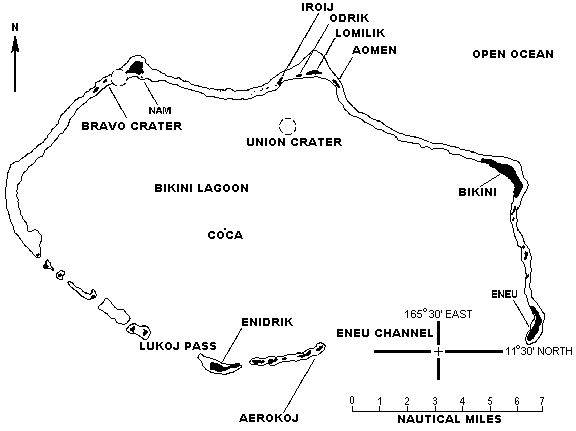
캐슬 작전 완료 후 1954년 여름의 비키니 환초

캐슬 작전은 건식 연료 장치 구현에 있어 성공적이었다. 브라보 설계는 신속하게 무기화되었으며 Mk-21 중력 폭탄의 시초로 추정된다. Mk-21 설계 프로젝트는 1954년 3월 26일(브라보 실험 3주 후)에 시작되었고, 275개의 무기 생산은 1955년 말에 시작되었다. 천연 리튬을 사용한 로미오는 빠르게 Mk-17 폭탄으로 개발되었는데, 이는 미국 최초의 배치 가능한 수소폭탄이었다. 그리고 1954년 중반까지 전략군에 비상 능력 무기로 제공되었다. 대부분의 캐슬 건식 연료 장치는 결국 재고에 포함되었고 궁극적으로 대부분의 열핵 구성의 기반이 되었다.
이와 대조적으로 로렌스 리버모어 국립연구소가 설계한 쿤은 실패작이었다. 천연 리튬과 크게 수정된 텔러-울람 설계 구성을 사용하여, 실험은 예상 1.5 메가톤 위력의 110킬로톤만을 생성했다. 방사선 연구소의 엔지니어들은 이것이 유망한 새로운 무기 분야로 이어지기를 바랐지만, 결국 이 설계가 리튬 연료의 조기 가열을 허용하여 섬세한 핵융합 조건을 방해하는 것으로 밝혀졌다.

## 목록
| 이름          | 날짜 시간 (UT)             | 현지 시간대  | 위치 | 표고 (높이) + 높이                | 운반, 목적        | 장치                          | 위력    | 낙진 | 참고 자료                   | 비고 |
| ------------- | -------------------------- | ------------ | --- | --------------------------------- | ----------------- | ----------------------------- | ------- | ---- | --------------------------- | --- |
| 브라보        | 1954년 2월 28일 18:45:00.0 | MHT (11 hrs) | 나무 (찰리), 비키니 환초 북위 11° 41′ 50″ 동경 165° 16′ 30″ / 북위 11.6972° 동경 165.2749°                 | 2 m (6 ft 7 in) + 2 m (6 ft 7 in) | 지상, 무기 개발   | TX-21 "쉬림프"                | 15 Mt   |      | [ 12 ] [ 13 ] [ 14 ] [ 15 ] | RACER IV 기폭 장치 사용. 리튬-7 평가 오류로 인해 예상보다 2배 이상 강력했다. 치명적인 낙진으로 일본 어선 제5후쿠류마루의 무선통신사 사망; 1명 사망, 93명 이상 부상. Mk-21/36에 사용된 설계. 미국 최대 대기 폭발. |
| 로미오        | 1954년 3월 26일 18:30:00.4 | MHT (11 hrs) | 유로치 일명 이리오즈 (도그), 비키니 환초 북위 11° 41′ 39″ 동경 165° 15′ 55″ / 북위 11.6943° 동경 165.2652° | 0 + 4.3 m (14 ft)                 | 바지선, 무기 개발 | TX/EC-17A "런트"              | 11 Mt   |      | [ 12 ] [ 13 ] [ 14 ] [ 15 ] | 예상 위력을 거의 3배 초과. EC-17로 배치된 Mk-17의 검증 시험. |
| 에코 (취소됨) | 1954년 3월 29일            | MHT (11 hrs) | 에비리루 (루비), 에네웨타크 환초 북위 11° 37′ 12″ 동경 162° 17′ 38″ / 북위 11.6199° 동경 162.2940°         | 3 m (9.8 ft) +                    | 바지선, 무기 개발 | 극저온 설계 "램로드"          | N/A     |      | [ 12 ]                      | 캐슬 작전으로 예정되었으나 실행되지 않음, 위치와 시간은 계획대로. 브라보 실험이 예상치 못하게 성공하여 극저온 열핵 개념이 구식이 되면서 취소되었다.                                                              |
| 쿤            | 1954년 4월 6일 18:20:00.4  | MHT (11 hrs) | 에닌멘 (테어), 비키니 환초 북위 11° 30′ 14″ 동경 165° 22′ 07″ / 북위 11.5038° 동경 165.3685°               | 2 m (6 ft 7 in) + 1 m (3 ft 3 in) | 지상, 무기 개발   | "모르겐슈테른"                | 110 kt  |      | [ 12 ] [ 13 ] [ 14 ] [ 15 ] | UCRL 설계, 텔러가 마지막으로 작업한 것, 보조 폭약 지연이 너무 길어 110 kt 위력으로 불발. |
| 유니언        | 1954년 4월 25일 18:10:00.6 | MHT (11 hrs) | 유로치 일명 이리오즈 (도그), 비키니 환초 북위 11° 39′ 59″ 동경 165° 23′ 14″ / 북위 11.6664° 동경 165.3872° | 0 + 4 m (13 ft)                   | 바지선, 무기 개발 | TX-14 w/ RACER IV "알람 클락" | 6.9 Mt  |      | [ 12 ] [ 13 ] [ 14 ] [ 15 ] | 프로토타입 EC-14, 고가의 95% 농축 Li-6 연료, RACER IV 기폭 장치 사용. |
| 양키 2        | 1954년 5월 4일 18:10:00.1  | MHT (11 hrs) | 유로치 일명 이리오즈 (도그), 비키니 환초 북위 11° 39′ 56″ 동경 165° 23′ 13″ / 북위 11.6656° 동경 165.3869° | 0 + 4.3 m (14 ft)                 | 바지선, 무기 개발 | TX/EC-24 RACER IV "런트 II"   | 13.5 Mt |      | [ 12 ] [ 13 ] [ 14 ] [ 15 ] | RACER IV 기폭 장치를 사용한 TX/EC-24의 검증 시험. 브라보의 성공 이후, 시험 예정이던 습식/건식 TX/EC-16 저그헤드 장치는 런트2 건식 장치로 대체되었고, 따라서 "2"라는 명칭이 붙었다.                               |
| 넥타르        | 1954년 5월 13일 18:20:00.1 | MHT (11 hrs) | 엘루겔라브 (플로라), 에네웨타크 환초 북위 11° 40′ 14″ 동경 162° 11′ 47″ / 북위 11.6705° 동경 162.1964°     | 0 + 4.3 m (14 ft)                 | 바지선, 무기 개발 | TX-15 코브라 "좀비"           | 1.7 Mt  |      | [ 12 ] [ 13 ] [ 14 ] [ 15 ] | |

1. ↑  미국, 프랑스, 영국은 실험 사건에 코드명을 부여한 반면, 소련과 중국은 코드명을 부여하지 않았고 따라서 실험 번호만 사용했다(일부 예외 - 소련의 평화적 폭발은 이름이 붙여졌다). 이름이 고유 명사가 아닌 경우 괄호 안에 영어 번역이 있다. 대시 뒤에 숫자가 붙은 것은 일제 사격 이벤트의 구성원을 나타낸다. 미국은 때때로 그러한 일제 사격 실험의 개별 폭발에도 이름을 붙였으며, 이는 "이름1 – 1(이름2 포함)"로 이어진다. 실험이 취소되거나 중단된 경우, 날짜 및 위치와 같은 행 데이터는 알려진 경우 의도된 계획을 공개한다.
2. ↑  UT 시간을 표준 현지 시간으로 변환하려면, 괄호 안의 시간을 UT 시간에 더하고, 현지 서머타임의 경우 1시간을 추가한다. 결과가 00:00 이전이면 24시간을 더하고 날짜에서 1을 뺀다. 24:00 이후이면 24시간을 빼고 날짜에 1을 더한다. 역사적 시간대 데이터는 IANA 시간대 데이터베이스에서 얻었다.
3. ↑  대략적인 지명과 위도/경도 참조; 로켓 발사 실험의 경우, 알려진 경우 폭발 위치 전에 발사 위치가 지정된다. 일부 위치는 매우 정확하다; 다른 위치(예: 공중 투하 및 우주 폭발)는 상당히 부정확할 수 있다. "~"는 해당 지역의 다른 실험과 공유되는 대략적인 형식적 위치를 나타낸다.
4. ↑  표고는 폭발 지점 바로 아래의 지면 높이를 해수면 기준으로 나타낸 것이며, 높이는 탑, 풍선, 샤프트, 터널, 공중 투하 또는 기타 장치에 의해 추가되거나 제거된 추가 거리이다. 로켓 폭발의 경우 지면 높이는 "해당 없음"이다. 예를 들어 플럼봅/존과 같이 높이가 절대적인지 지면 대비 상대적인지 불분명한 경우가 있다. 숫자나 단위가 없으면 값이 알 수 없음을 의미하며, "0"은 0을 의미한다. 이 열의 정렬은 표고와 높이를 합산하여 이루어진다.
5. ↑  대기, 공중 투하, 풍선, 포, 순항 미사일, 로켓, 지표면, 탑, 바지선은 모두 부분적 핵실험 금지 조약에 의해 금지된다. 밀폐된 갱도와 터널은 지하에 있으며, 부분적 핵실험 금지 조약 하에서도 유용했다. 의도적인 폭발구 생성 실험은 경계선에 있으며, 조약 하에서도 발생했고 때로는 항의를 받았으며, 실험이 평화적 사용으로 선언된 경우 일반적으로 간과되었다.
6. ↑  무기 개발, 무기 효과, 안전 시험, 운송 안전 시험, 전쟁, 과학, 공동 검증 및 산업/평화적 사용을 포함하며, 이는 더 세분화될 수 있다.
7. ↑  알려진 경우 실험 항목의 지정, "?"는 앞선 값에 대한 불확실성을 나타내며, 특정 장치의 별칭은 따옴표 안에 있다. 이 정보 범주는 종종 공식적으로 공개되지 않는다.
8. ↑  톤, 킬로톤, 메가톤 단위로 추정된 에너지 위력. TNT 1톤 상당은 4.184 기가줄(1 기가칼로리)로 정의된다.
9. ↑  알려진 경우 즉발 중성자를 제외한 대기 중 방사성 방출. 언급된 경우 측정된 종은 요오드-131뿐이며, 그렇지 않으면 모든 종이다. 항목이 없으면 알 수 없음을 의미하며, 지하인 경우 아마도 없을 것이고, 그렇지 않으면 "모든" 것이며, 알려진 경우 현장에서만 측정되었는지 또는 현장 외에서 측정되었는지에 대한 표기와 방출된 방사능의 측정량이 포함된다.

## 갤러리

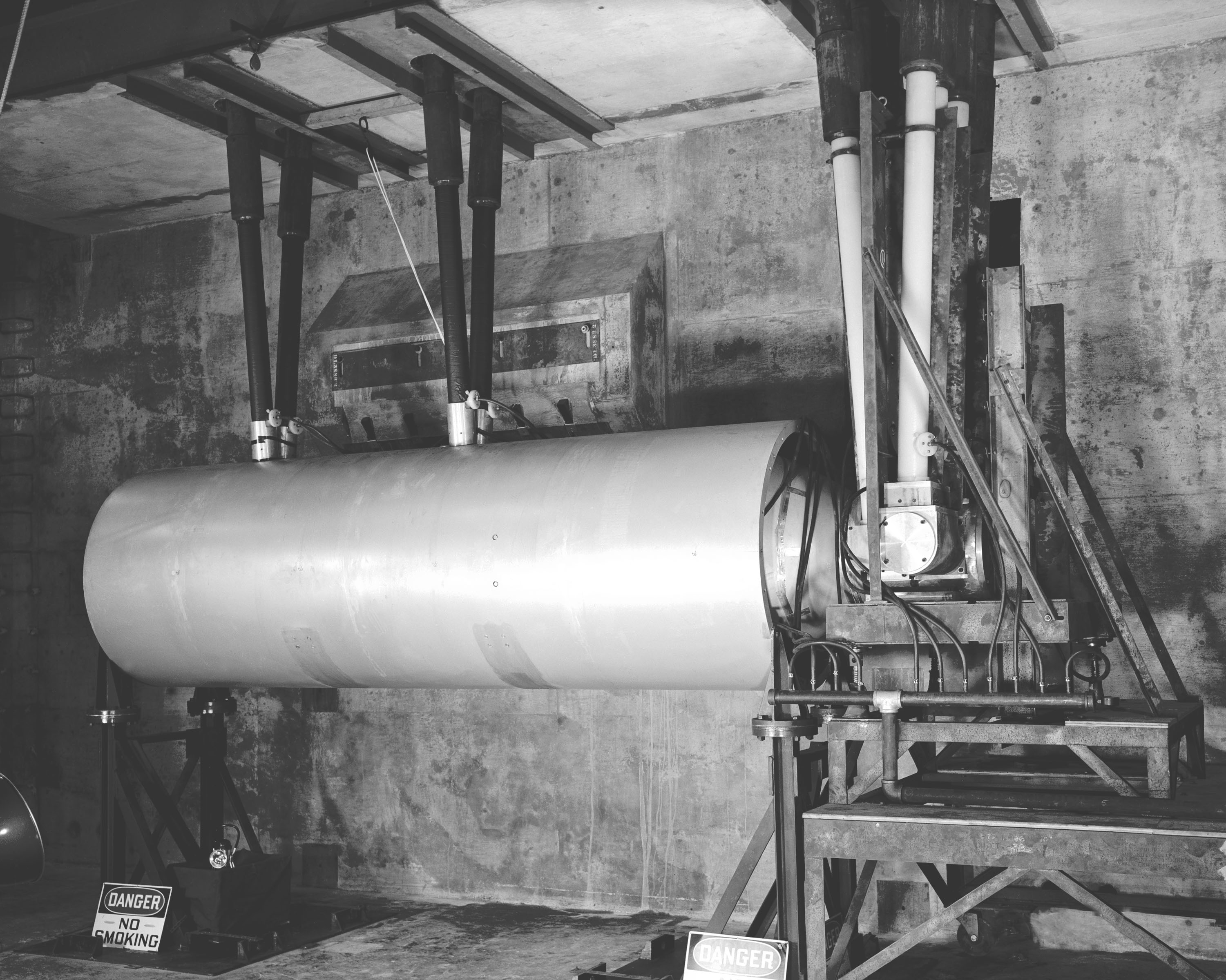
쉬림프(브라보) 장치 시험실
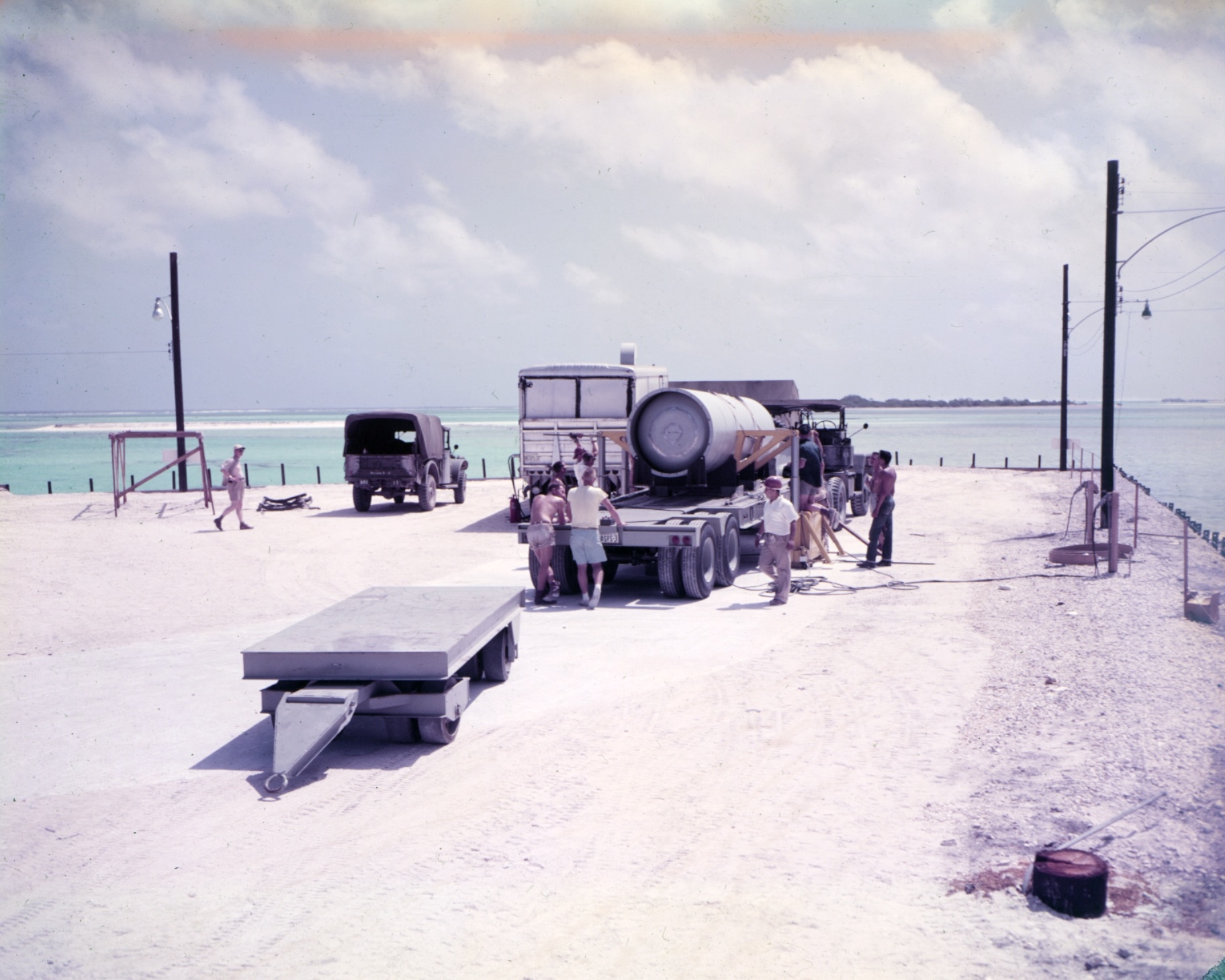
트럭에서 쉬림프(브라보) 장치를 내리는 모습
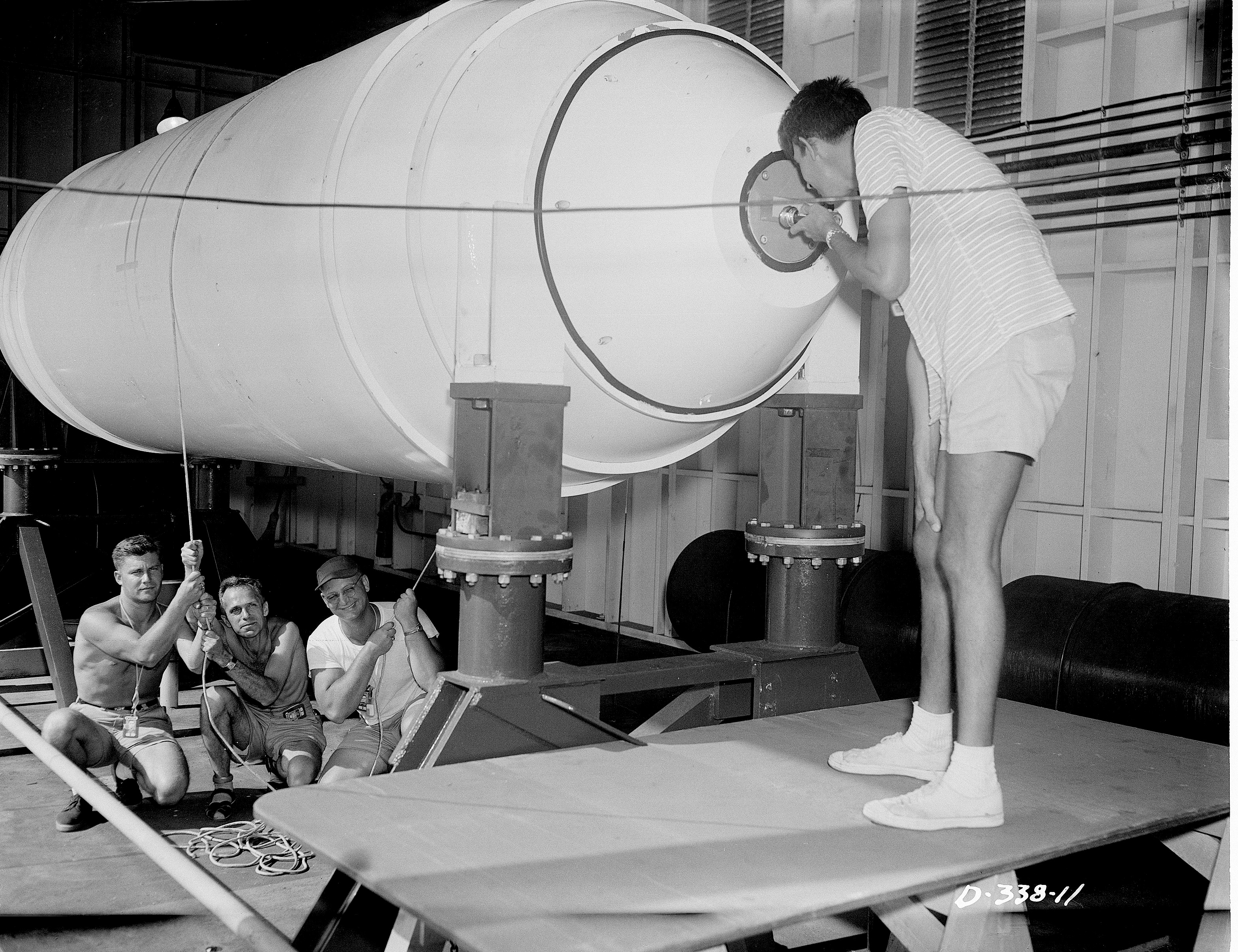
캐슬 작전에서 실험된 미확인 장치. 이 장치는 런트(로미오) 또는 런트 II(양키)일 수 있다.
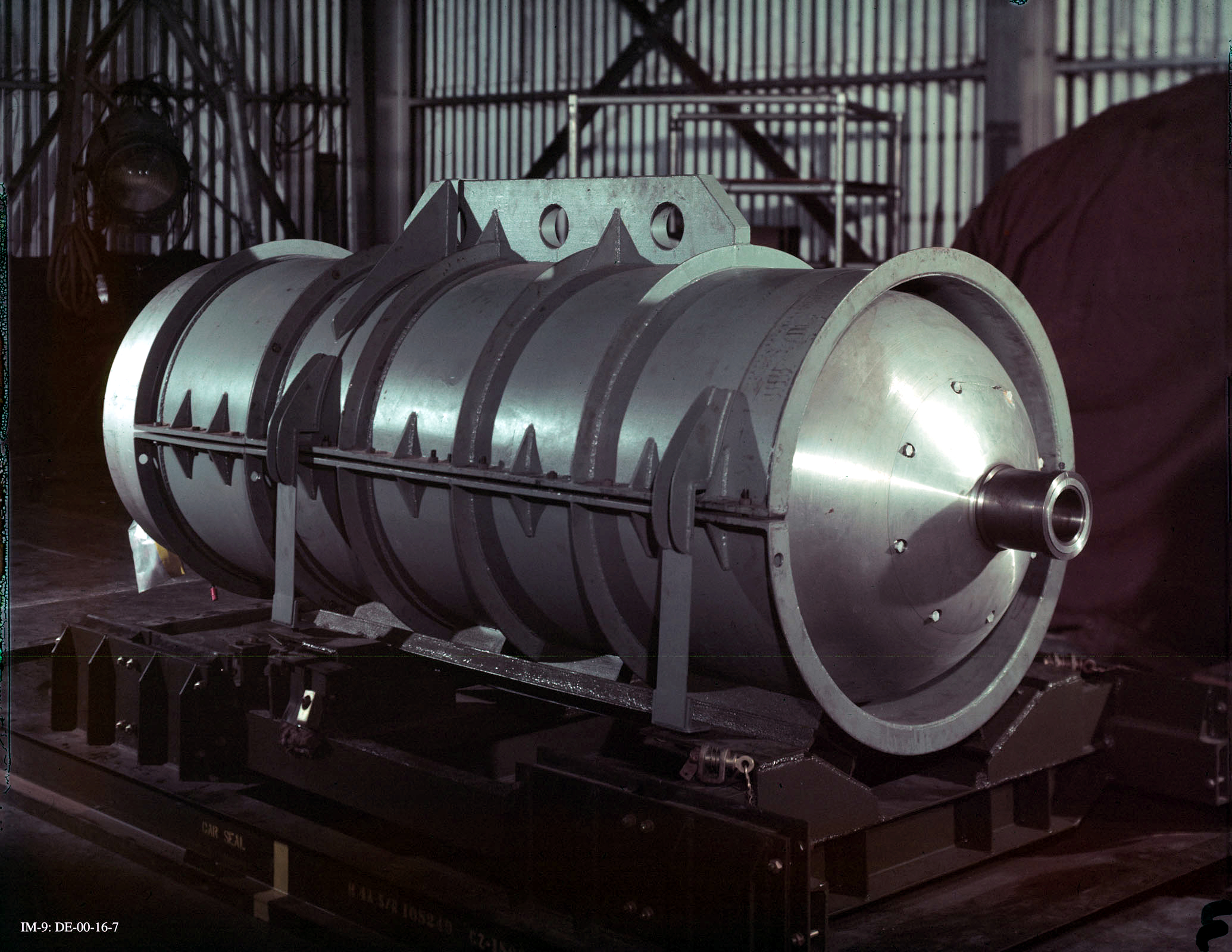
미확인 장치, 모르겐슈테른(쿤)일 수 있다.
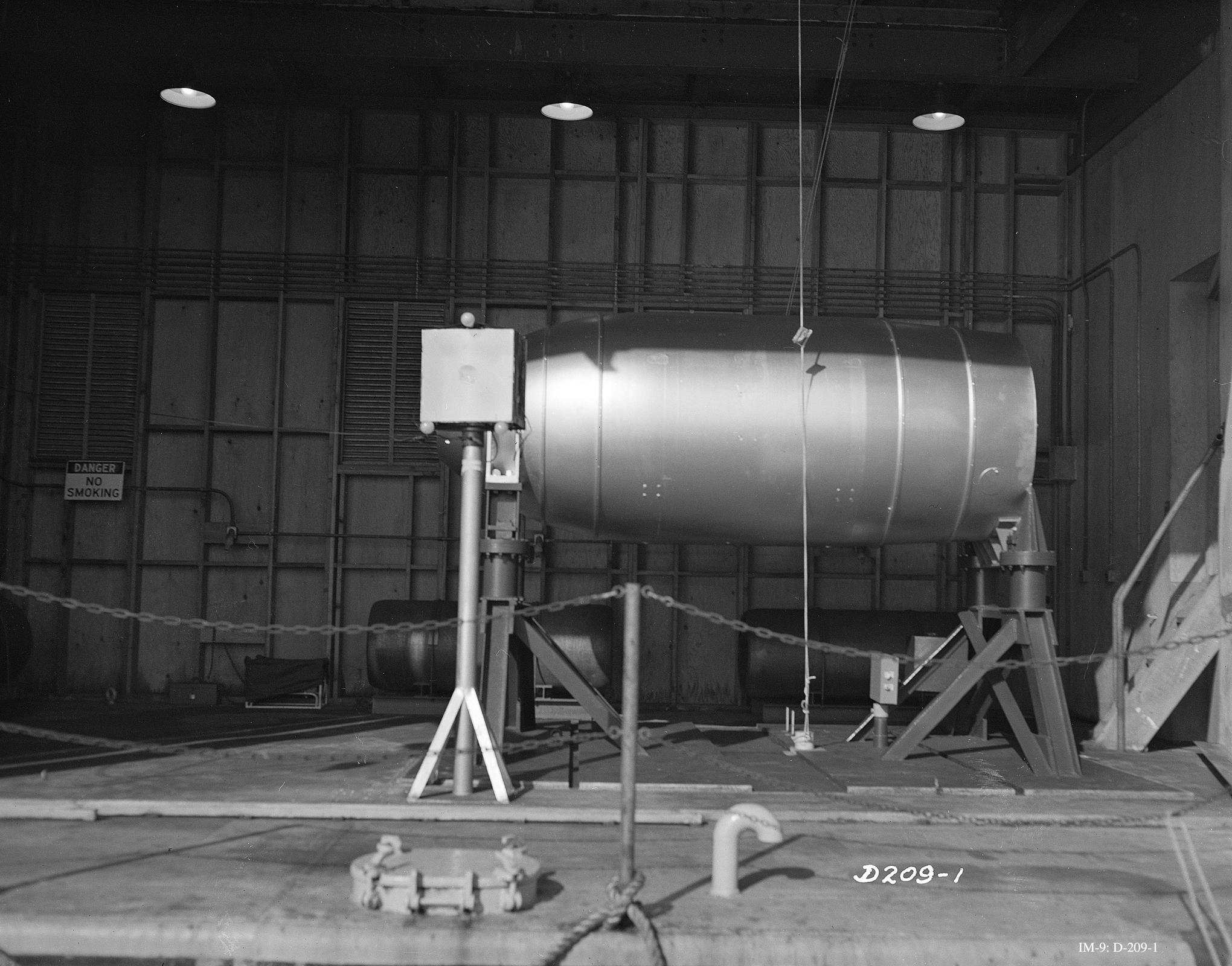
미확인 장치, 알람 클락(유니언)일 수 있다.
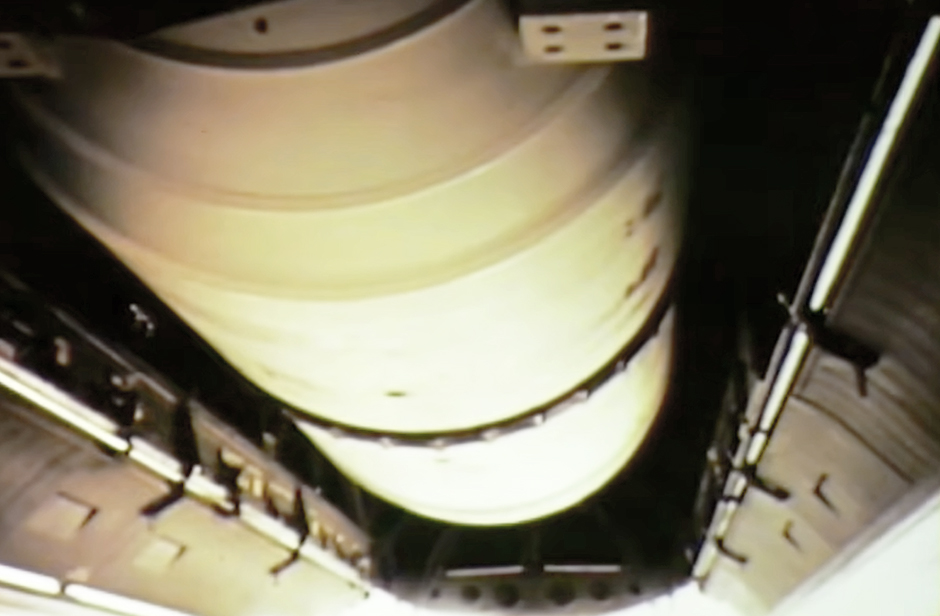
캐슬 작전을 위한 B-36 시험 장치 운반, 4월 16일. 미확인 장치; 아마도 런트 II(양키).
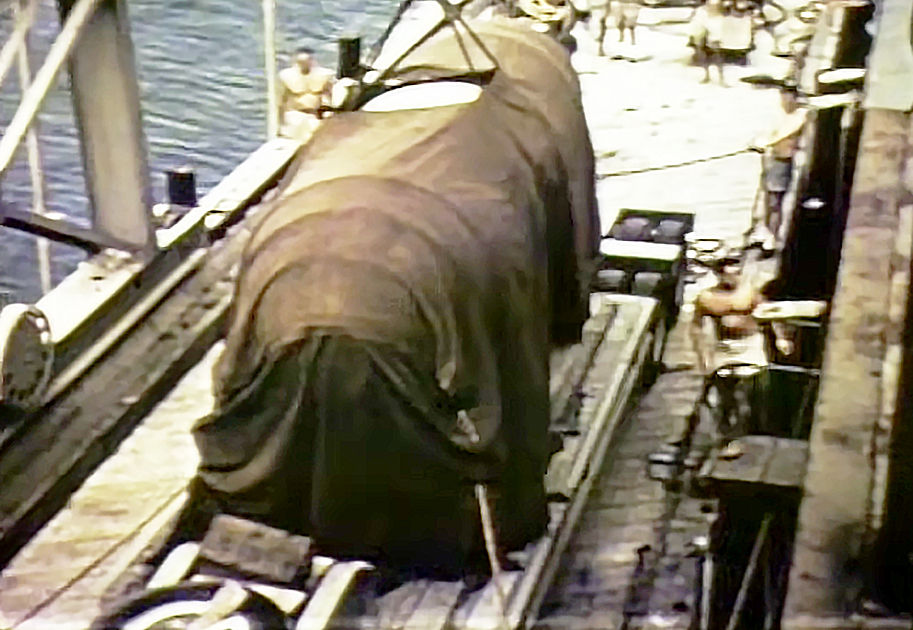
캐슬 작전 시험 장치 바지선 운반. 미확인 장치; 아마도 런트 II(양키).

## 같이 보기
- 사루하시 가쓰코
- 레드윙 작전